# Li Gwang-sik
Li Gwang-sik (* 5. März 1970) ist ein ehemaliger nordkoreanischer Boxer. 
Li gewann 1989 hinter Juri Arbatschakow, Sowjetunion, und Pedro Orlando Reyes, Kuba, die Bronzemedaille der Weltmeisterschaften im Fliegengewicht (-51 kg). Dieselbe Medaille gewann er bei den Weltmeisterschaften 1991 im Bantamgewicht (-54 kg) hinter Serafim Todorow, Bulgarien, und Enrique Carrión, Kuba. Bei den Olympischen Spielen 1992 errang Li nach Siegen über Laszlo Bognar, Ungarn (AB 3.), Sergio Reyes, USA (15:8), und Todorow (16:15) und einer Halbfinalniederlage gegen Wayne McCullough, Irland (21:16), ebenfalls die Bronzemedaille.